# Albrecht Friedrich von Borck
Johann Albrecht Heinrich Friedrich von Borck (* 1717 in Pommern; † 1775) war ein preußischer Oberst und Chef des Königsberger Land-Regiments.

## Leben

### Herkunft und Familie
Albrecht Friedrich war Angehöriger des pommerschen Adelsgeschlechts Borcke. Seine Eltern waren der brandenburgisch-kulmbach-beyreuthsche Oberst sowie Erbherr auf Grabow Otto Melchior von Borck (1679–1755) und Anna Margareta von Trotzenberg. Die Generale Christian Ernst Wilhelm Benedikt von Borcke (1714–1783) und Philipp Ernst von Borcke (1727–1792) waren seine Brüder, der Landrat Heinrich von Borck (1767–1827) war sein Neffe.
Borck war in erster Ehe mit einer Frau Webern vermählt. Aus dieser Ehe ist eine Tochter hervorgegangen. Als Witwer heiratete er Christiane Marie Elisabeth von Gersdorff. Mit ihr hatte er zwei weitere Töchter und drei Söhne. Seine Witwe erhielt vom König ein Gnadengehalt.

### Laufbahn
Borck diente als Offizier in der preußischen Armee und machte den Siebenjährigen Krieg mit. An der Schlacht von Kolin nahm er als Kapitän im Infanterieregiment (Nr. 20) teil und zählte anschließend zu den vermissten Offizieren. Er avancierte 1758 zum Major und 1765 im Infanterieregiment (Nr. 20) bis zum Oberstleutnant und wurde als solcher am 20. April 1766 Chef des Königsberger Land-Regiments, wobei er gleichzeitig eine Pension erhielt. Borck starb im Rang eines Obersts.